# كاثرين كلاس
كاثرين كلاس (بالألمانية: Kathrin Klaas)‏ هي منافسة ألعاب القوى ألمانية، ولدت في 6 فبراير 1984 في هايغر في ألمانيا.

## وصلات خارجية
- كاثرين كلاس على موقع الاتحاد الدولي لألعاب القوى (الإنجليزية)
- كاثرين كلاس على موقع الدوري الماسي (الإنجليزية)
- كاثرين كلاس على موقع اللجنة الأولمبية الدولية (الإنجليزية)
- كاثرين كلاس على موقع أوليمبيديا (الإنجليزية)
- كاثرين كلاس على موقع اللجنة الأولمبية الألمانية (الألمانية)